# Хонагбей Лівон
Хонагбей (Балджи) Лівон (Леонтій) Панасович (10 (22) вересня 1853, село Сартана, тепер в Донецькій області — серпень 1918 року) — грецький (румейський) поет. Жив і працював на сході України. Твори писав грецькою (румейською), українською, російською і татарською мовами.

## Біографія
Лівон Хонагбей народився 22 вересня 1853 року в селищі Сартана (тепер Урзуф Мангуського району Донецької області). Його батько, Панас Хонагбей, був незаможним селянином. Батьки Лівона померли в один рік коли йому було сім років, тому замість школи йому довелося йти в найми. Грамоти Лівон навчався самостійно.
З юних років він славився як добрий співак і знавець грецьких, українських і російських пісень. У репертуарі Хонагбея-виконавця було, зокрема, 22 пісні зі східного циклу про Ашик-Гарибе (пісенні частини дастана «Ашик-Гариб»). У 16 років Л. Хонагбей почав складати свої перші твори, що мали жартівливий й сатиричний характер.
Юнаком Л. Хонагбей вирушає на заробітки, залишаючи кохану дівчину Марію Кушкош і мріючи повернутися в Сартану й одружитися з нею. Однак, незабаром, зрозумівши, що це не принесе йому великих прибутків, повернувся додому.
Приблизно у 1882 році Л. Хонагбей пише першу румейську драму під умовною назвою «Грецька п'єса». Л. Хонагбей був талановитим виконавцем своїх пісень і частівок, самостійно підбирав до них мелодії. Популярність Л. Хонагбея серед співвітчизників була великою.
Помер Л. Хонагбей у 1918 році.

## Творчість
Твори писав грецькою (румейською), українською, російською і татарською мовами. Більшість з них — виразного автобіографічного характеру, розкривають добре знайомі авторові теми з життя села, тісно пов'язанаіз грецьким народним життям, за своїми образно-виражальними засобами вони близькі до фольклору, має яскраво виражену соціальну спрямованість.
Сатиричні вірші, епіграми були спрямовані проти зловживання чиновників владою.

## Пам'ять
Г. Костоправ пам'яті співака присвятив поему «Леонтій Хонагбей» (1934). Ф. Церахто присвятив йому повість «Леонтій Хонагбей» (1978). Про нього зібрано матеріали у Сартанському музеї, де йому присвячено окремий стенд.